# Admiral Scheer
Admiral Scheer var det andra fartyget av Deutschland-klassens "fickslagskepp" och systerfartyg till Lützow och Admiral Graf Spee. Admiral Scheer patrullerade spanska vatten som ett icke-interventionsfartyg under det spanska inbördeskriget 1936–1937. Mellan 1939 och 1940 låg hon i torrdocka för att byggas om till en tung kryssare. I början led hon av problem med sina dieselmotorer och hon påbörjade inte sina räder förrän november 1940. Då kryssade hon på Atlanten, sänkte 17 handelsfartyg om totalt 113 223 ton. Under sin femte operation koncentrerade hon felaktigt sin möda på den beväpnade handelskryssaren Jervis Bay och lät den övriga konvojen smita iväg trots att hon lyckades sänka motståndaren. Därefter tog hon sig ner till södra Atlanten och Indiska oceanen och därefter anlöpte hon lyckligt hamn i april 1941. Hennes största betydelse låg i störandet av de allierades handelssjöfart. Tre jaktgrupper misslyckades med att finna henne och alla konvojer var tvungna att ha ett slagskepp som eskort, vilket tärde hårt på de brittiska resurserna.
Trots de tidiga framgångarna kom hon att tillbringa resten av sin karriär i Östersjön och långt norrut där hon slogs mot sovjetiska styrkor och hjälpte till att träna sjömän. Hon deltog även i några fruktlösa försök att anfalla de allierades ishavskonvojer.
Den 9 april 1945 träffades och kantrade fartyget i hamnen i Kiel vid ett omfattande anfall av bombplan från det brittiska flygvapnet. Huvuddelen av besättningen befann sig i land och endast 32 man av den 1 150 man starka besättningen omkom. Vraket täcktes senare med sten och jord i samband med demonteringen av varvet.